# 百都乡
百都乡，是中华人民共和国广西壮族自治区百色市那坡县下辖的一个乡镇级行政单位。

## 行政区划
百都乡下辖以下地区：
百都村、者赖村、唐昔村、果庇村、者欣村、坡酬村、弄化村、弄陇村、坡金村、坡芽村、芭蕉坪村、各门村、红坭村、政德村和感怀村。